# Short track ai IX Giochi asiatici invernali - Staffetta maschile
La specialità della staffetta maschile di short track degli IX Giochi asiatici invernali si è svolta il 9 febbraio 2025 allo Heilongjiang Multifunctional Hall di Harbin, in Cina.

## Risultati
Legenda
- PEN — Penalità
- q — Qualifificato per il tempo

### Semifinale
| Rank | Batteria | Nazione                                                                                    | Tempo    | Note |
| ---- | -------- | ------------------------------------------------------------------------------------------ | -------- | ---- |
| 1    | 1        | Cina Zhu Yiding Lin Xiaojun Li Wenlong Liu Shaolin                                         | 7:10.291 | QA   |
| 2    | 1        | Giappone Shun Saito Osuke Irie Daito Ochi Kota Kikuchi                                     | 7:14.926 | QA   |
| 3    | 1        | Taipei cinese Tsai Chia-wei Lin Chun-chieh Lai Tsai Huan-chen Chang Chuan-lin              | 7:31.168 | QB   |
| -    | 1        | Thailandia Chonlachart Taprom Phooripat Changmai Prakit Borvornmongkolsak Chirawat Phonkat | PEN      |      |
| 1    | 2        | Corea del Sud Park Ji-won Park Jang-hyuk Ki Gun-woo Lee Jung-su                            | 6:53.912 | QA   |
| 2    | 2        | Kazakistan Aibek Nassen Denis Nikisha Mersaid Zhaxybayev Abzal Azhgaliyev                  | 6:55.242 | QA   |
| 3    | 2        | Hong Kong Marvin Chen Kwok Tsz Fung Sidney Chu Kwok Tsz Ho                                 | 7:39.413 | QB   |
| 4    | 2        | India Suyog Sanjay Tapkir Prajwal Sharath Akash Aradhya Eklavya Jagal                      | 7:45.117 | QB   |

### Finali

#### Finale B
| Class | Nazione                                                                       | Tempo    | Note |
| ----- | ----------------------------------------------------------------------------- | -------- | ---- |
| 5     | Taipei cinese Tsai Chia-wei Lin Chun-chieh Lai Tsai Huan-chen Chang Chuan-lin | 7:15.589 |      |
| 6     | Hong Kong Marvin Chen Kwok Tsz Fung Sidney Chu Kwok Tsz Ho                    | 7:29.073 |      |
| 7     | India Suyog Sanjay Tapkir Prajwal Sharath Eklavya Jagal Sohan Sudhir Tarkar   | 7:56.944 |      |

#### Finale A
| Class | Nazione                                                                     | Tempo    | Note |
| ----- | --------------------------------------------------------------------------- | -------- | ---- |
| 1     | Kazakistan Gleb Ivchenko Denis Nikisha Mersaid Zhaxybayev Adil Galiakhmetov | 6:59.415 |      |
| 2     | Giappone Shun Saito Daito Ochi Shuta Matsuzu Tsubasa Furukawa               | 7:03.010 |      |
| 3}    | Cina Liu Shaoang Lin Xiaojun Sun Long Liu Shaolin                           | 7:03.909 |      |
| 4     | Corea del Sud Park Ji-won Jang Sung-woo Kim Tae-sung Park Jang-hyuk         | PEN      |      |